# Румянцева, Любовь Григорьевна
Любо́вь Григо́рьевна Румя́нцева (бел. Любоў Рыгораўна Румянцава, 18 апреля 1943, Пятигорск, Ставропольский край, РСФСР, СССР — 18 ноября 2020, Минск, Белоруссия) — советская и белорусская актриса театра и кино, театральный педагог. Заслуженная артистка Белорусской ССР (1978). Член Союза кинематографистов Республики Беларусь.

## Биография
Родилась 18 апреля 1943 года в городе Пятигорске Ставропольского края.
С 1964 года выступала на сцене Московского драматического театра на Малой Бронной.
Снималась в кино с 1959 года. Её главная роль в фильме «Альпийская баллада», снятом в 1965 году на киностудии «Беларусьфильм», принесла актрисе всесоюзную и мировую известность, любовь и признание зрителей.
В 1966 году окончила Государственный институт театрального искусства имени А. В. Луначарского (ГИТИС). В том же году стала актрисой киностудии «Беларусьфильм».
С 1977 года — актриса Русского академического драматического театра имени Максима Горького в Минске.
С 1981 года — ведущий мастер сцены театра-студии киноактёра киностудии «Беларусьфильм».
Скончалась 18 ноября 2020 года в Минске.

## Творчество

### Театр
- «Наедине со всеми» (А. И. Гельмана)
- «Женитьба Бальзаминова» (А. Н. Островского)
- «Лето в Ноане» (Ярослава Ивашкевича)
- «Гамлет» (Шекспира)
- «Генералы в юбках» (Жана Ануя)
- «Человеческий голос»
- «Незримый друг»
- «Кто боится Рэя Бредбери»
- «Таланты и поклонники» (А. Н. Островского) — Домна Пантелеевна
- «Навечно в памяти»
- «Похищение Елены» — мадам Менар
- «Филумена Мартурано» (Эдуардо Де Филиппо) — Филумена Мартурано
- «Пигмалион» — миссис Хиггинс

и другие.

### Фильмография
| Год  |   | Название                                  | Роль                                                              |
| ---- | - | ----------------------------------------- | ----------------------------------------------------------------- |
| 1959 | ф | Колыбельная                               | Аурика, дочь архивиста (главная роль)                             |
| 1965 | ф | Альпийская баллада                        | Джулия Новелли, бывшая узница концлагеря                          |
| 1967 | ф | Житие и вознесение Юрася Братчика         | Марина Кривиц, блудница, тайно преображённая в апостола Иоанна    |
| 1968 | ф | Годен к нестроевой                        | Лена Королёва, старшина разведроты                                |
| 1970 | ф | Руины стреляют…                           | горничная гауляйтера Кубе                                         |
| 1971 | ф | Дорога на Рюбецаль                        | Людмила Чернова («Черныш»), партизанка (главная роль)             |
| 1971 | ф | Батька                                    | Нина, связная                                                     |
| 1971 | ф | Аннычка                                   | Анна Кметь (Аннычка), гуцулка, дочь пана Кметя (главная роль)     |
| 1971 | ф | Мировой парень                            | Делия Уэйд, переводчик Логинова                                   |
| 1971 | ф | Вчера, сегодня и всегда                   | Галина Карабанова                                                 |
| 1973 | ф | Быть человеком                            | Света                                                             |
| 1971 | ф | Ясь и Янина                               | Анна, жена зоотехника Адама                                       |
| 1974 | ф | Великий укротитель                        | Имя персонажа не указано                                          |
| 1975 | ф | Надёжный человек                          | Имя персонажа не указано                                          |
| 1976 | ф | Я — Водолаз 2                             | Анна Сайко                                                        |
| 1976 | ф | Маринка, Янка и тайны королевского замка  | принцесса Виктуся и принцесса Катуся                              |
| 1976 | ф | Воскресная ночь                           | врач                                                              |
| 1977 | ф | Венок сонетов                             | исполнительница роли в спектакле «Три сестры»                     |
| 1977 | ф | В профиль и анфас (новелла «Берега»)      | Марья                                                             |
| 1978 | ф | Расписание на послезавтра                 | мать десятиклассника физико-математической школы Виктора Ковалёва |
| 1979 | ф | Удивительные приключения Дениса Кораблёва | Слонова, мать Миши                                                |
| 1980 | ф | Большая-малая война                       | Софья Алексеевна                                                  |
| 1982 | ф | С кошки всё и началось...                 | Владимировна, школьный учитель                                    |
| 1983 | ф | Внезапный выброс                          | Люба                                                              |
| 1985 | ф | Друзей не выбирают                        | Варвара Михайловна                                                |
| 1988 | ф | Наш бронепоезд                            | эпизод                                                            |
| 1989 | ф | Под ступеньками                           | Луиза Прокофьевна                                                 |
| 1991 | ф | Дело Сухово-Кобылина                      | эпизод                                                            |
| 1992 | ф | Мы едем в Америку                         | мама                                                              |
| 1992 | ф | На тебя уповаю                            | тётя-мама                                                         |
| 1992 | ф | Без улик                                  | Имя персонажа не указано                                          |
| 1996 | ф | Из ада в ад                               | эпизод                                                            |
| 1996 | ф | Птицы без гнёзд                           | пани Кричевская, жена президента                                  |
| 1997 | ф | Мытарь                                    | эпизод                                                            |
| 1998 | ф | Контракт со смертью                       | жена профессора Игнатовского                                      |
| 1998 | с | Зал ожидания                              | Татьяна Терентьевна                                               |
| 1999 | ф | Рейнджер из атомной зоны                  | эпизод                                                            |
| 1999 | ф | Поклонник                                 | адвокат                                                           |
| 2002 | ф | Закон                                     | директор музея                                                    |
| 2002 | с | Каменская 2                               | мать Уланова                                                      |
| 2003 | ф | Вокзал                                    | проводница                                                        |
| 2003 | ф | Оккупация. Мистерии                       | Барбара                                                           |
| 2005 | ф | Призвание                                 | помощник режиссёра                                                |
| 2005 | ф | Воскресенье в женской бане                | Зоя Ивановна                                                      |
| 2005 | ф | Дунечка                                   | актриса театра                                                    |
| 2005 | с | Три талера                                | Арина Леонидовна                                                  |
| 2008 | ф | Наваждение                                | тётя Шура, консьержка                                             |
| 2009 | с | Вольф Мессинг: видевший сквозь время      | Раиса Андреевна                                                   |
| 2009 | с | Журов                                     | Софья Михайловна, мать Натальи Феофановой                         |
| 2009 | ф | Крах фаворита                             | Лилия Ивановна                                                    |
| 2009 | с | Террористка Иванова                       | Мария Антоновна                                                   |
| 2010 | ф | Око за око                                | эпизод                                                            |
| 2010 | ф | Гадание при свечах                        | секретарь Ромадина                                                |
| 2012 | ф | Испытание верностью                       | Люба                                                              |
| 2012 | ф | Примета на счастье                        | тётя Надя                                                         |
| 2013 | с | Следователь Протасов                      | Елена Андреевна Янсен                                             |

## Озвучивание
- 1987 — Ладья отчаянья (мультфильм)

## Награды
- Диплом «За лучшее исполнение женской роли» в фильме «Альпийская баллада» на фестивале «Прибалтийская весна» (1966);
- Медаль «За трудовую доблесть» Президиума Верховного Совета СССР (29.07.1971);
- Нагрудный знак «Отличник культурного шефства над Вооружёнными Силами СССР» за многолетнюю активную помощь командирам и политорганам в коммунистическом воспитании советских воинов от ЦК профсоюза работников культуры (20.02.1978);
- Стипендиат Специального фонда Президента Республики Беларусь по поддержке творческой интеллигенции (после 40) (1995);
- «За лучшую женскую роль» в спектакле «Таланты и поклонники» (Домна Пантелеевна) — «Молодечнеская соковица-1997»;
- «Лучшая женская роль» в спектакле «Филумена Мартурано» на VI Международном кинофестивале стран содружества независимых государств и Балтии «Лістапад-1999»;
- Почётный знак Министерства культуры Республики Беларусь «За значительный личный вклад в развитие белорусской культуры» (2000 г.);
- Медаль «За выдающиеся заслуги в Белорусском кинематографе» Белорусского союза кинематографистов (2000);
- Юбилейный знак «Федерация профсоюзов Беларуси: 100 лет профсоюзного движения» (2004).
- Орден Франциска Скорины — за высокий профессионализм, многолетнюю плодотворную работу в сфере культуры (2008)